# Justin Kauflin

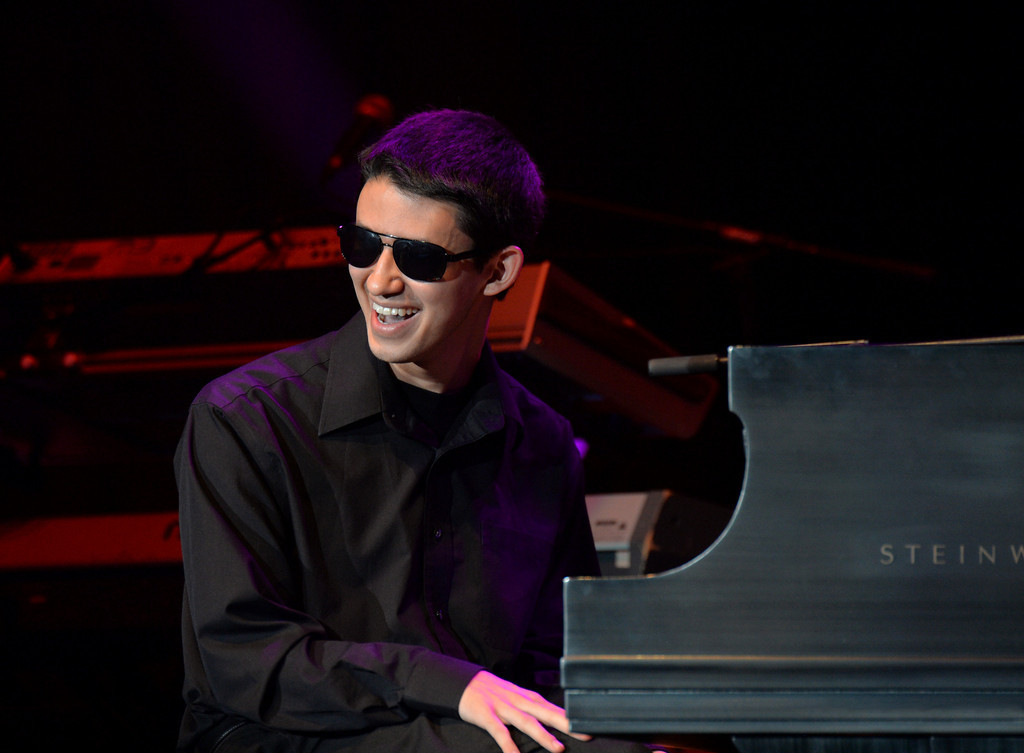
Justin Kauflin

Justin Kauflin (* 10. März 1986 in Silver Spring, Maryland) ist ein US-amerikanischer Jazzpianist.

## Leben und Wirken
Kauflin lebt bei seiner Familie in Virginia Beach, Virginia. Bereits in seiner Kindheit hatte er ein großes Interesse für die klassische Musik entwickelt und spielte Violine und Klavier bei kleineren Veranstaltungen. Im Alter von 11 Jahren verlor er aufgrund einer Krankheit sein Augenlicht. Kauflin besuchte die Governor’s School for the Arts in Norfolk, Virginia und anschließend die William Paterson University, wo er Clark Terry kennenlernte. Das innige Verhältnis zwischen Terry und Kauflin wurde in der 2014 erschienenen Dokumentation Keep On Keepin' On von Alan Hicks verfilmt. Von 2013 bis 2014 nahm Kauflin an der Welttournee von Quincy Jones teil.

## Diskographische Hinweise
- Introducing Justin Kauflin (2010)
- Justin Kauflin Live at The Edye Broad Stage EP (Qwest, 2014)
- Dedication (Qwest/Harmonia Mundi, 2015)
- Equilibrium (Etan Haziza, 2007)
- An Evening with the Jae Sinnett Trio DVD (JNett, 2009)
- Roxy Coss: Roxy Coss (Roxy Coss, 2010)
- Theatre (Jae Sinnett, 2010)
- Old School Loyalty (House and Sinnett, 2011)
- Still Standing (Jae Sinnett, 2012)
- This Just In (Brian McCarthy, 2014)
- See Dream Blues (Rob DuGuay, 2014)
- CT and WP: A Perfect Match (Clark Terry, 2014)
- When Trees Speak (Jimmy Masters, 2014)
- Subject to Change (JNett, 2014)
- Keep On Keepin' On Soundtrack (Varese Sarabande, 2015)
- Coming home (Justin Kauflin Music/Qwest, 2018)
- Christmas Candy (2019)